# Amphilophium granulosum
Amphilophium granulosum là một loài thực vật có hoa trong họ Chùm ớt. Loài này được (Klotzsch) L.G.Lohmann mô tả khoa học đầu tiên năm 2008.